# Concert du nouvel an 2003 à Vienne
Le concert du nouvel an 2003 de l'orchestre philharmonique de Vienne, qui a lieu le 1er janvier 2003, est le 63e concert du nouvel an donné au Musikverein, à Vienne, en Autriche. Il est dirigé pour la seconde et dernière fois par le chef d'orchestre autrichien Nikolaus Harnoncourt, deux ans seulement après sa dernière apparition.
Johann Strauss II y est toujours le compositeur principal, mais son frère Josef est représenté avec deux pièces, et leur père Johann présente une seconde œuvre en plus de sa célèbre Marche de Radetzky qui clôt le concert. Par ailleurs, pour la première et unique fois, des œuvres des compositeurs allemands Carl Maria von Weber (Aufforderung zum Tanz, op. 65) et Johannes Brahms (Danses hongroises nos 5 & 6) sont interprétées lors d'un concert du nouvel an au Musikverein.
Cinq pièces sur les dix-neuf au total sont jouées pour la première fois au concert du nouvel an.

## Programme

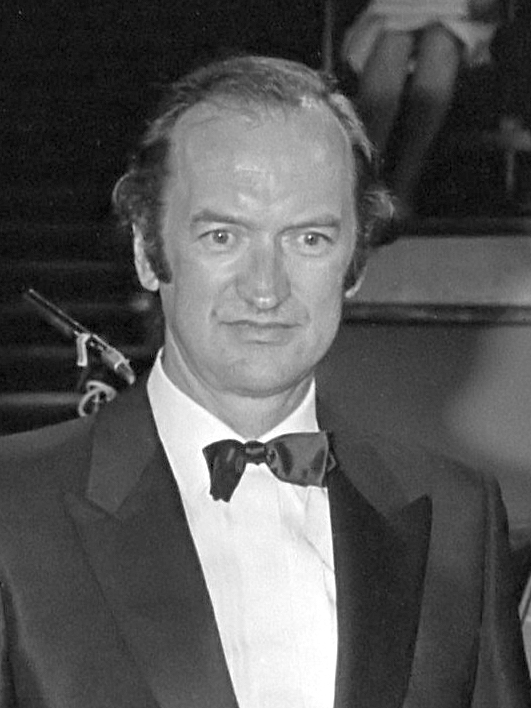
Le chef Nikolaus Harnoncourt (en 1980)

Les pièces suivies d'un astérisque (*) sont jouées pour la première fois

### Première partie
1. Johann Strauss II : Kaiser-Franz-Joseph-I.-Rettungs-Jubel-Marsch, marche, op. 126, marche, op. 126
2. Johann Strauss II : Schatz-Walzer, valse, op. 418
3. Johann Strauss II : Niko-Polka, polka, op. 228*
4. Johann Strauss II : Scherz-Polka, polka. op. 72
5. Josef Strauss : Delirien-Walzer, valse, op. 212
6. Josef Strauss : Pêle-mêle-Polka, polka rapide, op. 161*

### Deuxième partie
1. Carl Maria von Weber : Aufforderung zum Tanz, op. 65, orchestration d'Hector Berlioz*
2. Johann Strauss II : Secunden-Polka, polka française, op. 258
3. Johann Strauss II : Hellenen-Polka, polka rapide, op. 203
4. Johann Strauss II : Kaiserwalzer, valse, op. 437
5. Johann Strauss II : Bauern-Polka, polka française, op. 276
6. Johann Strauss II : Lob der Frauen, polka-mazurka, op. 315
7. Johann Strauss : Chineser-Galopp, galop, op. 20*
8. Johannes Brahms : Danses hongroises nos 5 & 6, WoO 1/5-6*
9. Johann Strauss II : Krönungslieder, valse, op. 184*
10. Johann Strauss II : Leichtes Blut, polka rapide, op. 319

### Rappels
1. Johann Strauss II : Furioso-Polka, polka, op. 260
2. Johann Strauss II : Le Beau Danube bleu, valse, op. 314
3. Johann Strauss : Marche de Radetzky, marche, op. 228